# RU Lupi
RU Lupi (HD 142560) är en ensam stjärna belägen i den mellersta delen av stjärnbilden Vargen. Den har en skenbar magnitud av ca 10,5 och kräver ett teleskop för att kunna observeras. Baserat på parallax enligt Gaia Data Release 3 på ca 7,62 mas beräknas den befinna sig på ett avstånd av ca 430 ljusår (ca 131 parsec) från solen. Den rör sig bort från solen med en heliocentrisk radialhastighet av ca 6,5 km/s.

## Observation
Stjärnans spektrum har emissionslinjer av väte som ligger över stjärnans normala spektra. Detta kan orsakas av inverkan av infallande gas på stjärnans yttre skikt, i kombination med en stark utströmmande vind nära stjärnan. Massan ansamlas på stjärnan med en hastighet av ca (5 ± 2) × 10−8 gånger solens massa per år.
RU Lupi uppvisar periodiska variationer i radiell hastighet som tillskrivs stjärnfläckar på stjärnans yta, baserat på korrelationen mellan den radiella hastigheten och bisektorns inverslutning (en kvantitet som parametriserar formen på spektrallinjerna). Tidsperioden för variationerna gör det osannolikt att de orsakas av stjärnpulseringar eftersom dessa skulle förväntas inträffa i mycket kortare tidsskala (timmar snarare än dygn), och korrelationen med bisektorns inverslutning gör det osannolikt att en omkretsande följeslagare är orsaken eftersom reflexrörelser inte skulle orsaka variationer i linjeprofilen.

## Egenskaper

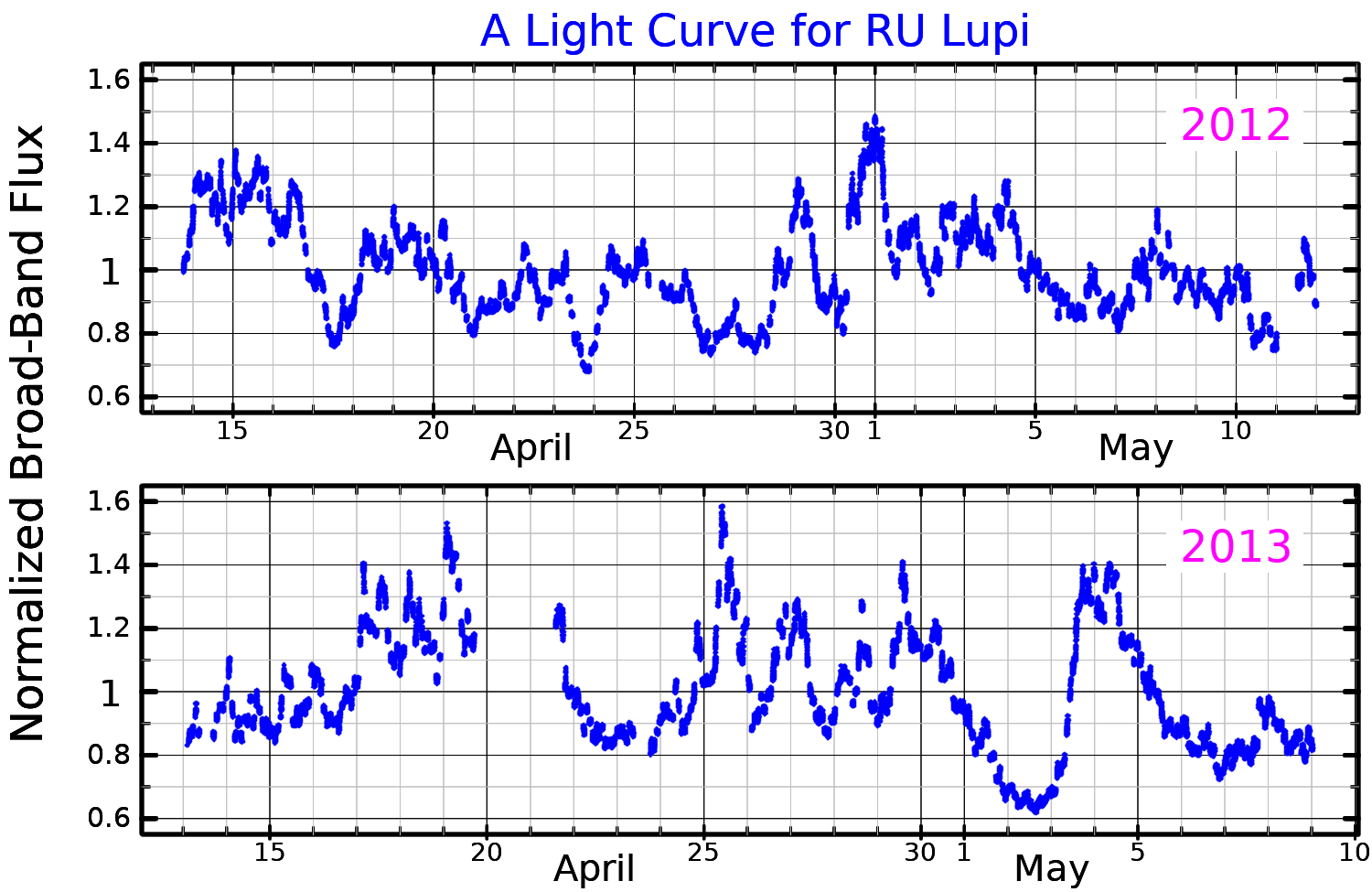
En bredbandig ljuskurva för RU Lupi, plottad från Siwak et al.(2016)

RU Lupi är en orange till röd stjärna av spektralklass K7/M0e och är en T Tauri-stjärna, vilket är ett stadium som en nybildad stjärna med låg massa passerar innan den går in i huvudserien, där den kommer att generera energi genom kärnfusion av väte i dess kärna. Den visar slumpmässiga variationer i ljusstyrka och även variationer i ultraviolett strålning och röntgenstrålning. Den har en massa av ca 0,6 - 0,7 solmassor, en radie av ca 1,6 solradier och utsänder energi från dess fotosfär motsvarande ca  2 gånger solen vid en effektiv temperatur av ca 4&nbs;000 K.